# ماريو هرنانديز (لاعب كرة قدم)
ماريو هرنانديز (بالإسبانية: Mario Hernández Lash)‏ هو لاعب كرة قدم مكسيكي في مركز الدفاع، ولد في 24 يناير 1979 في مونتيري في المكسيك. لعب مع طوروس نيزا ونادي أتلانتي.